# 9.ª División (Ejército Popular de la República)
La 9.ª División fue una de las divisiones del Ejército Popular de la República que se organizaron durante la guerra civil española sobre la base de las Brigadas Mixtas. Estuvo desplegada en el frente de Madrid durante toda la contienda.

## Historial
La unidad fue creada el 31 de diciembre de 1936, a partir de los efectivos de la antigua columna «Burillo». Inicialmente adscrita al Grupo de fuerzas del Tajo-Jarama, posteriormente quedaría adscrita al III Cuerpo del Ejército del Centro. La 9.ª División tuvo su cuartel general en Aranjuez. En la primavera de 1937 la unidad, que estaba bajo el mando del comandante de infantería Antonio Rúbert de la Iglesia, tenía unos efectivos 7.187 hombres y contaba con quince piezas de artillería. Durante el resto de la contienda la división permaneció en el sector al sur de Madrid, sin intervenir en operaciones militares de relevancia.

## Mandos
Comandantes
- teniente coronel de infantería Ricardo Burillo Stholle;[2]
- teniente coronel de infantería Juan Arce Mayora;[3]
- comandante de infantería Antonio Rúbert de la Iglesia;[4]
- comandante de la Guardia civil Manuel Uribarri Barutell;[3]
- mayor de milicias Vicente Eugenio Pertegaz;[5][6]

Comisario
- Quintiliano González Gonzalo, del PSOE;[7]

Jefes de Estado Mayor
- comandante de E.M. Francisco Domínguez Otero;[3]
- capitán de infantería José Martín Sánchez;
- teniente de milicias Luis Vallejo Sánchez;

## Orden de batalla
| Fecha              | Cuerpo de Ejército adscrito      | Brigadas Mixtas integradas | Frente de batalla |
| ------------------ | -------------------------------- | -------------------------- | ----------------- |
| Diciembre de 1936  | Grupo de fuerzas del Tajo-Jarama | 45.ª, 46.ª y 47.ª          | Madrid-Tajo       |
| Abril-mayo de 1937 | III Cuerpo de Ejército           | 18.ª y 45.ª                | Madrid-Tajo       |
| Diciembre de 1937  | III Cuerpo de Ejército           | 24.ª y 45.ª                | Madrid-Tajo       |
| Abril de 1938      | III Cuerpo de Ejército           | 45.ª y 77.ª                | Madrid-Tajo       |